# Août 1996

## Événements
- 1er août : l'évêque d'Oran (Algérie), Mgr Pierre Claverie, 58 ans, est tué dans sa voiture, détruite par une bombe devant la porte de l'évêché.
- 4 août : fin des Jeux Olympiques à Atlanta

- 8 août : 
  - vote par le Congrès américain de la loi d'Amato-Kennedy
  - Cambodge : le dirigeant Khmer rouge Ieng Sary se rallie au régime de Phnom Penh[1]. Les Khmers rouges se divisent en deux factions, l’une pacifiste et l’autre belliqueuse. Des milliers de rebelles se rangent aux côtés du gouvernement, tandis que les autres, menés par Pol Pot, se regroupent au nord du pays.
- 10 août, République populaire de Chine : approbation du drapeau de Hong Kong par le comité préparatoire.
- 11 août (Formule 1) : Grand Prix automobile de Hongrie.
- 15 août : début de l'affaire Marc Dutroux, pédophile et assassin, qui remet en cause la police, la justice, voire le gouvernement, en Belgique.
- 17 août : nouveaux affrontements sanglants au Kurdistan irakien[2]. Le PDK de Massoud Barzani décide de faire alliance avec Saddam Hussein. L’armée irakienne occupe la plus grande partie du territoire kurde. L’opposition doit évacuer la région. Les États-Unis répondent par de nouvelles frappes aériennes et étendent, sans mandat de l’ONU, les zones d’exclusion aérienne au sud de l’Irak.
- 18 août-15 septembre : élections législatives au Liban, qui consacrent un net pluralisme politique[3].
- 22 août : loi bouleversant le système de protection sociale aux États-Unis. Limitation des allocations fédérales dans le temps pour favoriser le retour à l’emploi.
- 25 août (Formule 1) : Grand Prix automobile de Belgique.
- 31 août : accord de paix en Tchétchénie. Le général Lebed obtient le retrait des troupes russes, la solution du statut définitif de la Tchétchénie étant remise à plus tard. La guerre a fait d’énormes destructions et plus de 30 000 morts.

## Naissances
- 3 août : ElGrandeToto, rappeur marocain.
- 7 août : Aaron Boupendza, footballeur gabonais († 16 avril 2025).
- 8 août : Kiko Seike, footballeuse internationale japonaise.
- 10 août : Jacob Latimore, chanteur, danseur et acteur américain.
- 15 août : Stefan Lathuraz comédien belge
- 28 août : Marolino Hoxha, coureur cycliste albanais.

## Décès
- 1er août : 
  - Frida Boccara, chanteuse française
  - Mgr Pierre Claverie, évêque d'Oran (Algérie), dans un attentat.
- 2 août : Michel Debré, homme politique français.
- 7 août : Joseph Asjiro Satowaki, cardinal japonais, archevêque de Nagasaki (° 1er février 1904).
- 13 août : António Spínola, militaire et homme politique portugais.
- 30 août : Christine Pascal, actrice et réalisatrice française, se suicide.